# Унев, Александр
Александр Унев— болгарский учитель и революционный деятель ВМОРО.

## Биография
Александр Унев родился в городе Велес (тогда часть Османской империи). Он получил высшее образование в Швейцарии. Вступил в ВМОРО. В учебном году 1907—1908 был учителем французского языка в училище в Петриче. Здесь он возглавлял префектуры руководящего органа организации.
6 февраля 1908 был делегатом районной конференции ВМОРО в Долна-Рибнице. Из-за предательства османские власти окружили село с многочисленными войсками и башибузуками. В драматическом сражении, развернувшемся на следующий день, Унев погиб вместе с воеводой Манушем Георгиевым.